# Villy Sørensen
Villy Sørensen (Frederiksberg, 13 de enero de 1929-Copenhague, 16 de diciembre de 2001) era un escritor y filósofo danés galardonado en 1974 con el prestigioso Premio de Literatura del Consejo Nórdico. Es el filósofo danés más importante desde Søren Kierkegaard.
Estudió en el Vestre Borgerdydskole y se licenció en filosofía en la Universidad de Copenhague y la  Universidad de Friburgo.
Trabajó en la publucación  Vindrosen (con Klaus Rifbjerg) en 1959. Y llegó a miembro de la Academia Danesa en 1965.

### Libros
- Sære historier, 1953
- Ufarlige historier 1955
- Digtere og dæmoner: fortolkninger og vurderinger , 1959
- Hverken-eller - kritiske betragtninger, 1961
- Nietzsche, 1963
- Formynderfortællinger, 1964
- Kafkas digtning, 1968
- Mellem fortid og fremtid - kronikker og kommentarer, 1969
- Schopenhauer, 1969
- Uden mål - og med - moralske tanker, 1973
- Seneca - humanisten ved Neros hof (1976)
- Oprør fra midten, Sammen med Niels I. Meyer & K. Helveg Petersen 1978
- Den gyldne middelvej og andre debatindlæg fra 70erne, 1979
- Vejrdage, 1980
- Røret om oprøret - mere om midten, Sammen med Niels I. Meyer & K. Helveg Petersen 1982
- De mange og de enkelte og andre småhistorier, 1986
- Demokrati og kunsten, 1988
- Tilløb - dagbog 1949-53, 1988
- Apollons oprør - de udødeliges historie, 1989
- Forløb - dagbog 1953-61, 1990
- Den frie vilje - et problems historie, 1992
- Jesus og Kristus, 1992
- Perioder - dagbog 1961-1974, 1993
- En glashistorie - og andre noveller, 1995
- På egne veje - erindring, kommentar, polemik, 2000
- 55 bagateller, 2003

### Relatos cortos
- Blot en drengestreg, 1953
- Hjemvejen, 1955
- De Dødsdømte, 1986

### Libros infantiles
- Aladdin og den vidunderlige lampe, 1981
- Ragnarok - en gudefortælling, 1982
- Den berømte Odysseus, 1988
- Historien om Ødipus, 1995
- En ensom fugl - H.C. Andersens livs historie fortalt for børn, 2000
- Vintereventyr, 2000